# Organisme de normalització
Una organisme de normalització és una organització les activitats primàries de la qual són de desenvolupar, coordinar, promulgar, revisar, modificar i editar estàndards tècnics que s'adrecen a grups de persones o empreses. La majoria de normes es creen com a recomanacions i llavors esdevenen obligatòries quan són adoptades per organismes reguladors.

## Història
- La implementació de normes en la indústria i el comerç va esdevenir molt important a la revolució industrial degut a la necessitat de tenir gran precisió en eines i maquinària.
- El 1800, va aparèixer la primera proposta de norma sobre pas de rosca de cargols mecànics.
- El 1901, es va crear el primer organisme normatiu, el comitè d'estàndards d'enginyeria (BSI) a Londres.
- Després de la primera guerra mundial, diversos països van fundar els seus organismes, com per exemple a Alemanya el Deutsches Institut für Normung (DIN) el 1917. També el American National Standard institute (ANSI) als EUA i la Comission Permanente de Standardisation (AFNOR) a França, ambdós el 1918.
- El 1946, es va crear a Londres el International Organization for Standarization (ISO)[2]

## Principals organismes reguladors
Organismes a nivell internacional:
| Organització                                      | Inicials |
| ------------------------------------------------- | -------- |
| International Electrotechnical Commission         | IEC      |
| Institute of Electrical and Electronics Engineers | IEEE     |
| Internet Engineering Task Force                   | IETF     |
| International Organization for Standardization    | ISO      |
| World Wide Web Consortium                         | W3C      |
| The XMPP Standards Foundation                     | XSF      |

Organismes a nivell de la CE:
| Organització                                       | Inicials |
| -------------------------------------------------- | -------- |
| Comité Européen de Normalisation                   | CEN      |
| Comité Européen de Normalisation Électrotechnique  | CENELEC  |
| European Telecommunication Standard Institute      | ETSI     |
| Institute for Reference Materials and Measurements | IRMM     |

Organismes locals:
| Organització                                                                                            | Inicials | País              |
| --- | -------- | ----------------- |
| Bureau of Indian Standards                                                                              | BIS      | India             |
| Badan Standardisasi Nasional                                                                            | BSN      | Indonèsia         |
| Brazilian National Standards Organization                                                               | ABNT     | Brasil            |
| Spanish Association for Standarization and Certification                                                | AENOR    | Espanya           |
| French association for Standardization                                                                  | AFNOR    | França            |
| American National Standards Institute                                                                   | ANSI     | EUA               |
| Romanian Standards Association                                                                          | ASRO     | Romania           |
| British Standards Institution                                                                           | BSI      | Regne Unit        |
| Dirección General de Normas                                                                             | DGN      | Mèxic             |
| Deutsches Institut für Normung                                                                          | DIN      | Alemanya          |
| Instituto Argentino de Normalización y Certificación                                                    | IRAM     | Argentina         |
| Bureau of Standards of Jamaica                                                                          | BSJ      | Jamaica           |
| Euro-Asian Council for Standardization, Metrology and Certification                                     | GOST     | Rússia            |
| Colombian Institute of Technical Standards and Certification                                            | ICONTEC  | Colòmbia          |
| Luxembourg Institute for Standardization, Accreditation, Security, and Quality of Products and Services | ILNAS    | Luxembourg        |
| Japanese Industrial Standards Committee                                                                 | JISC     | Japó              |
| Korean Agency for Technology and Standards                                                              | KATS     | Corea (República) |
| Nederlandse Norm                                                                                        | NEN      | Holanda           |
| South African Bureau of Standards                                                                       | SABS     | Sud-àfrica        |
| Standardization Administration of China                                                                 | SAC      | Xina              |
| Standards Council of Canada                                                                             | SCC      | Canadà            |
| Swedish Standards Institute                                                                             | SIS      | Suècia            |
| Finnish Standards Association                                                                           | SFS      | Finlàndia         |
| Standards Norway                                                                                        | SN       | Noruega           |
| Estonian Centre for Standardisation                                                                     | EVS      | Estònia           |
| Swiss Association for Standardization                                                                   | SNV      | Suïssa            |
| Standards New Zealand                                                                                   | SNZ      | Nova Zelanda      |
| it:Ente nazionale italiano di unificazione                                                              | UNI      | Itàlia            |
| Standards Australia                                                                                     | SAI      | Austràlia         |
| Jabatan Standard Malaysia                                                                               | DSM      | Malàsia           |
| pt:Instituto Português da Qualidade                                                                     | IPQ      | Portugal          |